# Lista gier komputerowych z serii Bleach
Artykuł zawiera listę gier komputerowych, wyprodukowanych na podstawie mangi Bleach autorstwa Tite Kubo. Większość tytułów to bijatyki, ale obejmują one również inne gatunki, takie jak strategiczne gry fabularne czy fabularne gry akcji. Większość gier opowiada fabułę zawartą w mandze, podążając za losami Ichigo Kurosakiego i jego przyjaciół. Część z nich odbiega jednak od materiału źródłowego, wprowadzając oryginalne historie i postacie. Gry zostały wydane na różne konsole stacjonarne i przenośne.
Pierwszą produkcją wydaną na podstawie serii była gra Bleach: Heat the Soul, która zadebiutowała 24 marca 2005. Łącznie istnieją 23 gry sygnowane nazwą Bleach, nie licząc czterech crossoverów – Jump Super Stars, Jump Ultimate Stars, J-Stars Victory VS oraz Jump Force, które zawierają postacie z wielu innych serii publikowanych w „Shūkan Shōnen Jump”. Większość gier z serii Bleach została wydana wyłącznie w Japonii, choć Sega zlokalizowała pierwszą grę na Wii oraz trzy pierwsze gry na Nintendo DS na rynek amerykański, australijski i europejski. Odbiór gier był mieszany, od opinii określających Bleach: The Blade of Fate jako „najlepszą bijatykę”, po recenzje dotyczące Bleach: Shattered Blade stwierdzające, że gra „nie jest złym debiutem, ale konkurencja pozostawia ją daleko w tyle”.

## Serie gier

### Bleach: Blade Battlers
Bleach: Blade Battlers (jap. Bleach〜ブレイド・バトラーズ〜) – seria trójwymiarowych, cel-shadingowych bijatyk, opracowanych przez Racjin i wydanych przez Sony.
| Tytuł                                                         | Szczegóły |
| ------------------------------------------------------------- | --- |
| Bleach: Blade Battlers Data wydania: JP: 12 października 2006 | Platforma: 2006: PlayStation 2                                                                                      |
| Bleach: Blade Battlers Data wydania: JP: 12 października 2006 | Uwagi: - Zawiera tryb rywalizacji dla 4 graczy. - Wydana w Japonii 25 października 2007 w ramach imprintu The Best. |
| Bleach: Blade Battlers 2nd Data wydania: JP: 27 września 2007 | Platforma: 2007: PlayStation 2                                                                                      |
| Bleach: Blade Battlers 2nd Data wydania: JP: 27 września 2007 | Uwagi: - Zawiera 36 grywalnych postaci. - Gra oferuje tryb kooperacji dla 4 graczy oraz tryb rywalizacji.           |

### Bleach DS
Bleach DS – seria gier 2D. Pierwsze dwie były bijatykami opracowanymi przez Treasure Co. Ltd. Wszystkie cztery zostały wydane przez Sega.
| Tytuł | Szczegóły |
| --- | --- |
| Bleach: The Blade of Fate Data wydania: JP: 26 stycznia 2006 Am.Płn.: 9 października 2007 AUS: 28 lutego 2008 EU: 29 lutego 2008 | Platforma: 2006: Nintendo DS |
| Bleach: The Blade of Fate Data wydania: JP: 26 stycznia 2006 Am.Płn.: 9 października 2007 AUS: 28 lutego 2008 EU: 29 lutego 2008 | Uwagi: - Bijatyka. - Wydana w Japonii pod nazwą Bleach DS sōten ni kakeru unmei (jap. Bleach DS 蒼天に駆ける運命). - Zawiera funkcję Nintendo Wi-Fi Connection pozwalającą na rozgrywkę wieloosobową. |
| Bleach: Dark Souls Data wydania: JP: 15 lutego 2007 Am.Płn.: 7 października 2008 AUS: 12 marca 2009 EU: 13 marca 2009            | Platforma: 2007: Nintendo DS |
| Bleach: Dark Souls Data wydania: JP: 15 lutego 2007 Am.Płn.: 7 października 2008 AUS: 12 marca 2009 EU: 13 marca 2009            | Uwagi: - Bijatyka. - Zawiera funkcję Nintendo Wi-Fi Connection pozwalającą na rozgrywkę wieloosobową. - Wydana w Japonii pod nazwą Bleach DS 2nd kokui hirameku Requiem (jap. Bleach DS 2nd 黒衣ひらめく鎮魂歌). |
| Bleach: The 3rd Phantom Data wydania: JP: 26 czerwca 2008 Am.Płn.: 15 września 2009 AUS: 11 lutego 2010 EU: 12 lutego 2010       | Platforma: 2008: Nintendo DS |
| Bleach: The 3rd Phantom Data wydania: JP: 26 czerwca 2008 Am.Płn.: 15 września 2009 AUS: 11 lutego 2010 EU: 12 lutego 2010       | Uwagi: - Strategiczna gra RPG w przeciwieństwie do zwykłych bijatyk. - Zawiera systemy gry wieloosobowej. |
| Bleach DS 4th: Flame Bringer Data wydania: JP: 6 sierpnia 2009                                                                   | Platforma: 2009: Nintendo DS |
| Bleach DS 4th: Flame Bringer Data wydania: JP: 6 sierpnia 2009                                                                   | Uwagi: - Gra platformowa w przeciwieństwie do zwykłych bijatyk.. - Wydana w Japonii pod nazwą Bleach DS 4th fureimu buringā (jap. Bleach DS 4th：フレイム・ブリンガー). - Motywem przewodnim gry jest utwór „Shōjo S” (jap. 少女S) zespołu Scandal, który został wykorzystany jako 10. motyw otwierający anime Bleach. - Magazyn Famitsū przyznał grze ocenę 31/40. W tygodniu premiery gra sprzedała się w Japonii w 16 018 egzemplarzach. |

### Bleach Nintendo Home Consoles
Bleach Nintendo Home Console – seria bijatyk wydanych przez Sega. Pierwsze dwie gry zostały opracowane przez Polygon Magic, a Versus Crusade przez Treasure Co. Ltd.
| Tytuł | Szczegóły |
| --- | --- |
| Bleach GC: Tasogare ni mamieru shinigami Data wydania: JP: 8 grudnia 2005                                  | Platforma: 2005: Nintendo GameCube |
| Bleach GC: Tasogare ni mamieru shinigami Data wydania: JP: 8 grudnia 2005                                  | Uwagi: - Wydana w Japonii pod nazwą Bleach GC tasogare ni mamieru shinigami (jap. Bleach GC 黄昏にまみえる死神). - Zawiera tryb walki dla 2 graczy. |
| Bleach: Shattered Blade Data wydania: JP: 14 grudnia 2006 Am.Płn.: 9 października 2007 PAL: 28 lutego 2008 | Platforma: 2006: Wii |
| Bleach: Shattered Blade Data wydania: JP: 14 grudnia 2006 Am.Płn.: 9 października 2007 PAL: 28 lutego 2008 | Uwagi: - Wydana w Japonii pod nazwą Bleach Wii hakujin kirameku rondo (jap. Bleach Wii 白刃きらめく輪舞曲). - Zawiera tryb walki dla 2 graczy. |
| Bleach: Versus Crusade Data wydania: JP: 18 grudnia 2008                                                   | Platforma: 2008: Wii |
| Bleach: Versus Crusade Data wydania: JP: 18 grudnia 2008                                                   | Uwagi: - Wydana w Japonii pod nazwą Bleach bāsasu kuruseido (jap. Bleach バーサス・クルセイド). - Odwiedzający oficjalną stronę mogli głosować na dwie postacie, które chcieliby ujrzeć na okładce gry; zwycięską parą okazali się Ichigo Kurosaki i Rukia Kuchiki. - Zawiera systemy gry wieloosobowej. |

### Bleach: Heat the Soul
Bleach: Heat the Soul (jap. Bleach: ヒート・ザ・ソウル) – seria bijatyk opracowanych przez Eighting i wydanych przez Sony.
| Tytuł                                                     | Szczegóły |
| --------------------------------------------------------- | --- |
| Bleach: Heat the Soul Data wydania: JP: 24 marca 2005     | Platforma: 2005: PlayStation Portable |
| Bleach: Heat the Soul Data wydania: JP: 24 marca 2005     | Uwagi: - Zawiera tryb rywalizacji pomiędzy graczami. - Wydana w Japonii 2 marca 2006 w ramach imprintu The Best. |
| Bleach: Heat the Soul 2 Data wydania: JP: 1 września 2005 | Platforma: 2005: PlayStation Portable |
| Bleach: Heat the Soul 2 Data wydania: JP: 1 września 2005 | Uwagi: - Zawiera tryb rywalizacji pomiędzy graczami. - Wydana w Japonii 30 listopada 2006 w ramach imprintu The Best. |
| Bleach: Heat the Soul 3 Data wydania: JP: 20 lipca 2006   | Platforma: 2006: PlayStation Portable |
| Bleach: Heat the Soul 3 Data wydania: JP: 20 lipca 2006   | Uwagi: - Zawiera tryb rywalizacji pomiędzy graczami. - Wydana w Japonii 20 września 2007 w ramach imprintu The Best. |
| Bleach: Heat the Soul 4 Data wydania: JP: 24 maja 2007    | Platforma: 2007: PlayStation Portable |
| Bleach: Heat the Soul 4 Data wydania: JP: 24 maja 2007    | Uwagi: - Zawiera tryb rywalizacji pomiędzy graczami. - Wydana w Japonii 3 lipca 2008 w ramach imprintu The Best. |
| Bleach: Heat the Soul 5 Data wydania: JP: 15 maja 2008    | Platforma: 2008: PlayStation Portable |
| Bleach: Heat the Soul 5 Data wydania: JP: 15 maja 2008    | Uwagi: - Zawiera tryb rywalizacji i kooperacji między graczami. - Wydana w Japonii 9 lipca 2009 w ramach imprintu The Best. |
| Bleach: Heat the Soul 6 Data wydania: JP: 14 maja 2009    | Platforma: 2009: PlayStation Portable 2010: PlayStation Store |
| Bleach: Heat the Soul 6 Data wydania: JP: 14 maja 2009    | Uwagi: - Zawiera tryb rywalizacji i kooperacji między graczami. - Dostępna do pobrania z PlayStation Store. - Zawiera grywalne demo gry Bleach: Soul Carnival 2. - Wydana w Japonii 3 czerwca 2010 w ramach imprintu The Best. |
| Bleach: Heat the Soul 7 Data wydania: JP: 2 września 2010 | Platforma: 2010: PlayStation Portable 2013: PlayStation Store |
| Bleach: Heat the Soul 7 Data wydania: JP: 2 września 2010 | Uwagi: - Zawiera tryb walki dla 4 graczy. - Dostępna do pobrania z PlayStation Store. - Zawiera ponad 80 grywalnych postaci. - Wydana w Japonii 24 stycznia 2013 w ramach imprintu The Best.                                   |

### Bleach: Soul Carnival
Bleach: Soul Carnival (jap. Bleach: ソゥル・カーニバル) – seria dwuwymiarowych gier akcji opracowanych przez Racjin i wydanych przez Sony.
| Tytuł                                                        | Szczegóły |
| ------------------------------------------------------------ | --- |
| Bleach: Soul Carnival Data wydania: JP: 23 października 2008 | Platforma: 2008: PlayStation Portable 2010: PlayStation Store                                                                                                |
| Bleach: Soul Carnival Data wydania: JP: 23 października 2008 | Uwagi: - Zawiera projekty postaci w stylu chibi. - Wydana w Japonii 14 stycznia 2010 w ramach imprintu The Best. - Dostępna do pobrania z PlayStation Store. |
| Bleach: Soul Carnival 2 Data wydania: JP: 10 grudnia 2009    | Platforma: 2009: PlayStation Portable, PlayStation Store |
| Bleach: Soul Carnival 2 Data wydania: JP: 10 grudnia 2009    | Uwagi: - Zawiera ponad 120 postaci. - Dostępna do pobrania z PlayStation Store.                                                                              |

## Samodzielne gry
| Tytuł | Szczegóły |
| --- | --- |
| Bleach Advance: Kurenai ni Somaru Soul Society Data wydania: JP: 21 lipca 2005                                                             | Platforma: 2005: Game Boy Advance |
| Bleach Advance: Kurenai ni Somaru Soul Society Data wydania: JP: 21 lipca 2005                                                             | Uwagi: - Komputerowa gra akcji. - Wyprodukowana i wydana przez Sega. - Zawiera tryb rywalizacji poprzez użycie kabla połączeniowego. |
| Bleach: Hanatareshi Yabou Data wydania: JP: 16 lutego 2006                                                                                 | Platforma: 2006: PlayStation 2 |
| Bleach: Hanatareshi Yabou Data wydania: JP: 16 lutego 2006                                                                                 | Uwagi: - Komputerowa gra fabularna. - Wyprodukowana i wydana przez Sony Computer Entertainment. - Wydana w Japonii 25 października 2007 w ramach imprintu The Best. |
| Bleach: Erabareshi Tamashii Data wydania: JP: 4 sierpnia 2005                                                                              | Platforma: 2005: PlayStation 2 |
| Bleach: Erabareshi Tamashii Data wydania: JP: 4 sierpnia 2005                                                                              | Uwagi: - Komputerowa gra akcji. - Wyprodukowana przez Aspect Co. i wydana przez SCEI. - Wydana w Japonii 25 października 2007 w ramach imprintu The Best. |
| Bleach: Soul Ignition / Resurrección Data wydania: JP: 23 czerwca 2011 Am.Płn.: 2 sierpnia 2011 EU: 16 września 2011 AUS: 22 września 2011 | Platforma: 2011: PlayStation 3 |
| Bleach: Soul Ignition / Resurrección Data wydania: JP: 23 czerwca 2011 Am.Płn.: 2 sierpnia 2011 EU: 16 września 2011 AUS: 22 września 2011 | Uwagi: - Komputerowa gra akcji. - Wyprodukowana przez Japan Studio i Racjin, wydana przez SCEI (Japan) & NIS America. - Pierwotne wydanie zawierało trzy odcinki anime Bleach (190-192) do pobrania z PlayStation Network. - Wydana w Japonii 24 stycznia 2013 w ramach imprintu The Best. |
| Bleach: Bankai Batoru Data wydania: JP: 14 kwietnia 2014                                                                                   | Platforma: 2014: iOS, Android |
| Bleach: Bankai Batoru Data wydania: JP: 14 kwietnia 2014                                                                                   | Uwagi: - Społecznościowa gra komputerowa. - Wyprodukowana przez ORATTA i wydana przez GREE. - Gra została zamknięta 9 października 2019. |
| Bleach: Brave Souls Data wydania: JP: 23 lipca 2015 Am.Płn.: 13 stycznia 2016                                                              | Platforma: 2015: iOS, Android 2020: Windows 2022: PlayStation 4 2024: Xbox One, Nintendo Switch |
| Bleach: Brave Souls Data wydania: JP: 23 lipca 2015 Am.Płn.: 13 stycznia 2016                                                              | Uwagi: - Komputerowa gra akcji. - Wyprodukowana i wydana przez KLab Games. |
| Bleach: Paradise Lost Data wydania: JP: 29 września 2017                                                                                   | Platforma: 2017: iOS, Android |
| Bleach: Paradise Lost Data wydania: JP: 29 września 2017                                                                                   | Uwagi: - Komputerowa gra akcji oparta na lokalizacji. - Wyprodukowana i wydana przez Line. - Gra została zamknięta 4 grudnia 2018. |
| Bleach: Immortal Soul Data wydania: Świat: marzec 2020                                                                                     | Platforma: 2020: iOS, Android |
| Bleach: Immortal Soul Data wydania: Świat: marzec 2020                                                                                     | Uwagi: - Komputerowa gra akcji oparta na lokalizacji. - Wyprodukowana i wydana przez OasisGames. |
| Bleach: Soul Rising Data wydania: JP: wrzesień 2020                                                                                        | Platforma: 2020: iOS, Android |
| Bleach: Soul Rising Data wydania: JP: wrzesień 2020                                                                                        | Uwagi: - Komputerowa gra akcji oparta na lokalizacji. - Wyprodukowana i wydana przez KLab Games. |
| Bleach Soul Puzzle Data wydania: Świat: 2024                                                                                               | Platforma: 2024: iOS, Android |
| Bleach Soul Puzzle Data wydania: Świat: 2024                                                                                               | Uwagi: - Komputerowa gra logiczna. - Wyprodukowana i wydana przez KLab Games. |
| Bleach: Rebirth of Souls Data wydania: Świat: 21 marca 2025                                                                                | Platforma: 2025: Windows, PlayStation 4, PlayStation 5, Xbox Series X/S |
| Bleach: Rebirth of Souls Data wydania: Świat: 21 marca 2025                                                                                | Uwagi: - Trójwymiarowa bijatyka. - Wyprodukowana przez Tamsoft Corporation i wydana przez Bandai Namco Entertainment. |

### Inne gry
| Tytuł                                                             | Szczegóły |
| ----------------------------------------------------------------- | --- |
| Jump Super Stars Data wydania: JP: 8 sierpnia 2005                | Platforma: 2005: Nintendo DS |
| Jump Super Stars Data wydania: JP: 8 sierpnia 2005                | Uwagi: - Bijatyka. - Wyprodukowana przez Nintendo i Ganbarion, wydana przez Nintendo. - Gra zawiera jeden etap, jedną grywalną postać i pięć postaci drugoplanowych z serii Bleach.                                      |
| Jump Ultimate Stars Data wydania: JP: 23 listopada 2006           | Platforma: 2006: Nintendo DS |
| Jump Ultimate Stars Data wydania: JP: 23 listopada 2006           | Uwagi: - Bijatyka. - Wyprodukowana przez Nintendo i Ganbarion, wydana przez Nintendo. - Gra zawiera jeden etap, cztery grywalne postacie i trzynaście postaci drugoplanowych z serii Bleach.                             |
| J-Stars Victory VS Data wydania: JP: 19 marca 2014                | Platforma: 2014: PlayStation 3, PlayStation Vita |
| J-Stars Victory VS Data wydania: JP: 19 marca 2014                | Uwagi: - Bijatyka. - Wyprodukowana przez Spike Chunsoft i wydana przez Bandai Namco Games. - Gra zawiera jeden etap, dwie grywalne postacie i jedną postać drugoplanową z serii Bleach.                                  |
| Jump Force Data wydania: JP: 14 lutego 2019 Świat: 15 lutego 2019 | Platforma: 2019: PlayStation 4, Xbox One, Steam |
| Jump Force Data wydania: JP: 14 lutego 2019 Świat: 15 lutego 2019 | Uwagi: - Bijatyka. - Wyprodukowana przez Spike Chunsoft i wydana przez Bandai Namco Games. - Gra zawiera cztery grywalne postacie z serii Bleach oraz trzy dodatkowe postacie dodane później jako zawartość do pobrania. |